# Kathleen Crowley
Kathleen Crowley (Green Bank, New Jersey, 1929. december 26. – Green Bank, 2017. április 23.) amerikai színésznő.

## Filmjei
- The Silver Whip (1953)
- The Farmer Takes a Wife (1953)
- Target Earth (1954)
- City of Shadows (1955)
- Westward Ho the Wagons! (1956)
- The Quiet Gun (1956)
- Female Jungle (1956)
- The Flame Barrier (1958)
- The Rebel Set (1959)
- Curse of the Undead (1959)
- FBI Code 98 (1962)
- Showdown (1963)
- Verseny a lejtőn (Downhill Racer) (1969)
- Az ügyvéd (The Lawyer) (1970)

## További információ
- Kathleen Crowley a PORT.hu-n (magyarul)
- Kathleen Crowley az Internetes Szinkronadatbázisban (magyarul)
- Kathleen Crowley az Internet Movie Database-ben (angolul)
- Kathleen Crowley a Rotten Tomatoeson (angolul)